# Belvédère de la Place Poelaert
 (août 2019).
Si vous disposez d'ouvrages ou d'articles de référence ou si vous connaissez des sites web de qualité traitant du thème abordé ici, merci de compléter l'article en donnant les références utiles à sa vérifiabilité et en les liant à la section « Notes et références ».
Le Belvédère de la Place Poelaert offre un point de vue panoramique sur la partie nord-ouest de la partie basse de la ville de Bruxelles.
S'étirant entre la rue Ernest Allard, dont il est le prolongement artificiel, et les vastes plans inclinés qui font la jonction entre, d'une part, la place Poelaert et le Palais de Justice et, d'autre part, la rue des Minimes, le belvédère surplombe de soixante-trois mètres la partie basse de la capitale. 
D'un point de vue urbanistique, il s'inscrit dans la continuité de la façade monumentale du Palais de justice tournée vers les niveaux inférieurs de la ville.

## Historique
À partir de 1858 la clarté commence à se faire au sujet de la construction d’un nouveau Palais de Justice à un endroit différent de l’ancien. 
Le gouverneur du Brabant, Charles Augustin Liedts, suggère de coupler le projet d’aménagement d’une promenade entre la place Louise et le bois de la Cambre, c’est-à-dire l’actuelle avenue Louise, à la construction et à l’implantation d’un nouveau Palais de Justice. Seraient alors utilisés les jardins de la famille de Mérode pour y aménager une vaste place qui ferait office de carrefour principal. L’idée d’implanter le Palais de Justice dans le haut de la ville n’était pas inintéressante en ce sens qu’elle permettrait la construction d’une façade large et monumentale le long de la rue de la Régence, en passe d’être prolongée. Le projet autorisait également la jonction entre l’avenue Louise et le bas de la ville par la rue des Minimes et la rue Haute.

Par arrêté royal du 12 juillet 1861, le ministre de la Justice Victor Tesch est chargé de désigner un architecte. Son choix se porte sur un des membres de la commission du concours, l’architecte Joseph Poelaert. Le 2 décembre 1861, l'architecte soumet un plan d’implantation du Palais de Justice sur le site. 
Le projet initial d'aménagement prévoyait alors, devant le monumental portique d'entrée central, une vaste place en demi-cercle ceinte de chaque côté d'espace verts bordant les deux avant-corps du palais formant saillie de 25 mètres. Ce projet, qui aurait pu également comporter une construction pavillonnaire faisant face à une partie du quartier des Marolles et à la ville basse, fut cependant interrompu en raison du décès soudain de Joseph Poelaert.

## Le belvédère en 2018
Aujourd'hui, le belvédère de la Place Poelaert se présente sous la forme d'un large déambulatoire agrémenté d'une table d'orientation de bronze d'après les dessins de l'architecte Alexandre Bouffiaux.
Son accès se pratique soit depuis la place Poelaert, qui fait la jonction la rue de la Régence, la rue aux Laines, la rue des Quatre Bras et le tunnel Stéphanie, soit par la rue Ernest Allard, soit par la pente douce ouvrant une jonction avec la rue des Minimes. Par ailleurs, depuis 2011, un dispositif d'ascenseur urbain, appelé également "ascenseur des Marolles", en raison de son implantation dans le quartier historique éponyme, ou encore "ascenseur Place Poelaert", permet de relier la partie basse du centre historique de Bruxelles à sa partie haute. Ce système prévoit ainsi une communication directe entre la rue des Minimes et le belvédère de la Place Poelaert.

### Sources et bibliographie
- Le Palais de Justice, Bruxelles, Ministère de la Région de Bruxelles-Capitale, Direction des monuments et des sites, 2001
- Guillaume Des Marez et A. Rousseau, Guide illustré de Bruxelles, Bruxelles, 1979
- Poelaert et son temps, Catalogue de l'exposition, Bruxelles, Crédit Communal de Belgique, 1980
- Yvonne du Jacquier, Jolies places à Bruxelles, Bruxelles, s. d., 1984